# Pogačarjev trg
Pogačarjev trg je trg v središču Ljubljane. Ime je dobil po predzadnjem ljubljanskem knezoškofu Janezu Zlatoustu Pogačarju († 1884).
Trg leži med katedralo sv. Nikolaja in Plečnikovo tržnico, ki se nahaja ob Ljubljanici. Med drugim se uporablja za pomožni prodajni prostor osrednje tržnice. Trg se navezuje na Adamič-Lundrovo nabrežje, Mačkovo ulico in Dolničarjevo ulico.
Trg je nastal v šestdesetih letih 19. stoletja, ko so na tem mestu porušili hleve in druga gospodarska poslopja. Današnjo podobo je trgu dal arhitekt Jože Plečnik.

## Arhitektura
Ob trgu stoji več znanih stavb. Na južni strani stojijo ena ob drugi stolnica sv. Nikolaja in škofovski dvor, na vzhodni strani stavba semenišča, na zahodni strani palača Kresija in na severu Plečnikova tržnica.